# 한국사립미술관협회
한국사립미술관협회(韓國私立美術館協會)는 미술관 진흥, 미술창작환경 조성, 미술관 전문인력 양성, 미술관 프로그램 지원사업 등국내 미술문화발전에 기여하기 위하여 2005년 3월 23일 설립된 대한민국 문화체육관광부 소관의 사단법인이다. 사무실은 서울특별시 종로구 안국동 159 (우: 110-240)에 있다.

## 설립 근거
- 박물관 및 미술관 진흥법[1]

## 주요 사업
- 사립미술관 발전을 위한 지원사업
- 국내외 학술연구회, 세미나 개최
- 해외 미술관 리서치 및 교류활동
- 미술관 경영, 관리에 관한 연구자문
- 사립미술관 페스티벌 개최 등